# Minkowski 2-9
Minkowski 2-9 (również M2-9) – bipolarna mgławica planetarna znajdująca się w konstelacji Wężownika. Została odkryta w 1947 roku przez Rudolpha Minkowskiego. Mgławica ta znajduje się w odległości około 2100 lat świetlnych od Ziemi, a jej długość sięga 0,7 roku świetlnego.
Mgławica M2-9 jest klasycznym przykładem mgławicy bipolarnej. Prawdopodobnie centralna gwiazda tej mgławicy jest ciasnym układem podwójnym. Materia gwiazdowa mgławicy jest rozciągana przez oddziaływanie grawitacyjne obu składników układu na odległość około 10 orbit Plutona. Mgławica ta powstała około 1200 lat temu, gdy jedna z gwiazd układu przeżyła wybuch odrzucając materię w formie silnego wiatru gwiazdowego. Wyrzucona materia zderzyła się z ośrodkiem międzygwiezdnym, który zakrzywił ją w prostopadłych kierunkach i wytworzył dwa przeciwległe płaty. Proces ten można porównać do tego, który zachodzi w silnikach odrzutowych. Badania mgławicy wykazały, że mgławica M2-9 stale się powiększa, a wypływająca z niej materia osiąga prędkość 200 km/s.